# Cueva de los Tayos
La Cueva de los Tayos (en espagnol), est une grotte naturelle située sur le versant oriental de la cordillère des Andes, dans la province de Morona-Santiago, en Équateur, et occupée par des guacharos des cavernes, des oiseaux localement appelés tayos. Elle est parfois appelée Cueva de los Tayos de Coangos (le Río Coangos se trouvant à proximité), vraisemblablement pour la distinguer des autres grottes à Guacharo des cavernes ayant des noms similaires.

## Description
Située à une altitude d'environ 800 m au sein de fines couches de calcaire et de schiste, l'entrée principale de la Cueva de Los Tayos se trouve dans la forêt tropicale au fond d'une vallée aride. La plus importante des trois entrées est un puits profond de 65 mètres qui mène à 4,6 kilomètres de spacieux couloirs et une salle mesurant 90 mètres sur 240 mètres. La grotte s'étend sur une hauteur de 201 mètres, son point le plus bas finissant en un siphon.
La grotte a longtemps été utilisée par les Indiens Shuars et leurs ancêtres, qui descendaient dans la grotte chaque printemps, à l'aide d'échelles et avec des torches pour recueillir les oisillons du guacharo des cavernes nocturne, Steatornis caripensis. Les références écrites sur la grotte remontent à 1860 et elle est connue pour avoir été visitée par les chercheurs d'or et des militaires dans les années 1960.

## Von Däniken popularise la grotte

### L'or des dieux
La grotte fut popularisée par Erich von Däniken en 1973 dans son livre L'or des dieux, dans lequel il écrit que Juan Móricz avait prétendu avoir exploré Cueva de los Tayos en 1969 et y avait découvert des tas d'or, des sculptures inhabituelles et une bibliothèque métallique. Ceci était censé se trouver dans des tunnels artificiels créés par une civilisation disparue avec l'aide d'êtres extraterrestres. Von Däniken avait déjà agité l'imagination du public en laissant entendre que les extraterrestres étaient impliqués auprès des civilisations antiques dans son livre Présence des extraterrestres[citation nécessaire].

### L'expédition de 1976
À la suite des allégations publiées dans le livre de von Däniken, une enquête sur Cueva de los Tayos fut menée par Stan Hall, un britannique, en 1976. Une des plus importantes et des plus coûteuses explorations de grotte jamais entreprise, l'expédition comprenant plus d'une centaine de personnes, dont des experts en différents domaines, des militaires britanniques et équatoriens, une équipe de tournage et l'ancien astronaute Neil Armstrong.
L'équipe comprenait également huit spéléologues britanniques expérimentés qui ont minutieusement exploré la grotte et réalisé un sondage précis en vue de faire une carte détaillée de la grotte. Il y n'avait aucune preuve des affirmations les plus exotiques de von Däniken, bien que certaines particularités physiques de la grotte s'approchaient de ses descriptions et que des éléments ayant un intérêt zoologique, botanique et archéologique y furent trouvés. Le chercheur principal rencontra la source indigène de Móricz, qui affirma qu'ils avaient enquêté sur la mauvaise grotte, et que la vraie grotte était secrète.

### L'expédition de 2016
La dernière expédition en date fut menée par le gouvernement équatorien en 2016, et enregistrée par le cinéaste Miguel Garzón, qui réalisa à l'occasion un documentaire intitulé "Tayos" focalisé sur l’exploration de la grotte. Garzón indique n’avoir trouvé aucune des reliques mentionnées par les expéditions précédentes durant cette expédition.